# Joel Zwick
Pour les articles homonymes, voir Zwick.
Joel Zwick, né le 11 janvier 1942 dans le quartier de Brooklyn à New York aux États-Unis, est un réalisateur américain.

## Biographie
Depuis la fin des années 1970, il travaille comme réalisateur et producteur pour la télévision, signant notamment de nombreux épisodes de séries télévisées, comme Notre belle famille (Step by Step), The New Odd Couple (en), Le Monde de Riley (Girls Meets World), Laverne and Shirley, Bosom Buddies (en), La Fête à la maison (Full House), Les Frères Wayans (The Wayans Brothers), Agent K.C. (K.C. Undercover) ou Larry et Balki (Perfect Strangers).
En 1989, il réalise son premier film, la comédie Second Sight, avec John Larroquette, Bronson Pinchot, Stuart Pankin et Bess Armstrong.
En 2002, il réalise la comédie romantique Mariage à la grecque (My Big Fat Greek Wedding) d'après la pièce de théâtre éponyme de Nia Vardalos, qui assure également le rôle principal aux côtés de John Corbett. Pour ce film, il reçoit notamment le prix du jury lors du festival international du film de comédie de l'Alpe d'Huez en 2003.
En 2004, il réalise deux films. Il signe la comédie noire Elvis Has Left the Building avec Kim Basinger dans le rôle principal et adapte le dessin-animé T'as l'bonjour d'Albert au cinéma sous le titre Fat Albert.

## Filmographie partielle
- 1989 : Second Sight
- 2002 : Mariage à la grecque (My Big Fat Greek Wedding)
- 2004 : Mais où est passé Elvis ?
- 2004 : Fat Albert